# Bullet (film)
Bullet er en dansk kortfilm fra 2014, der er instrueret af Marie Lund Trappehave efter eget manuskript.

## Handling
Chris tjener til føden ved at spille russisk roulette. På grund af sin gode hørelse har Chris en særlig fordel. Midt i en afgørende dyst kommer hans søster, som han troede var død, ind for at dyste mod ham. Hun begynder at nynne en melodi fra deres barndom, hvilket distraherer Chris. I flashbacks fra Chris's barndom, ser man den 12-årige Chris sammen med sin 9-årige søster, Maria. De sidder og venter på deres far, som er ved at afslutte en handel med to fremmede mænd. Men deres far bliver skudt. De to børn hører skuddet, og Chris løber hen for at se, hvad der er sker. I mellemtiden fanger de to mænd Maria. Da Chris opdager dette, står han overfor valget mellem at stikke af og ofre sig for sin søster. Han vælger at stikke af. Nu er Maria kommet tilbage for at gøre regnskabet op med sin bror.